# Fuad Aslanov
Fuad Aslanov, född 28 juni 1976 i Sumqayıt, Azerbajdzjan, är en azerbajdzjansk boxare som tog OS-brons i flugviktsboxning 2004 i Aten.